# 八戸駅

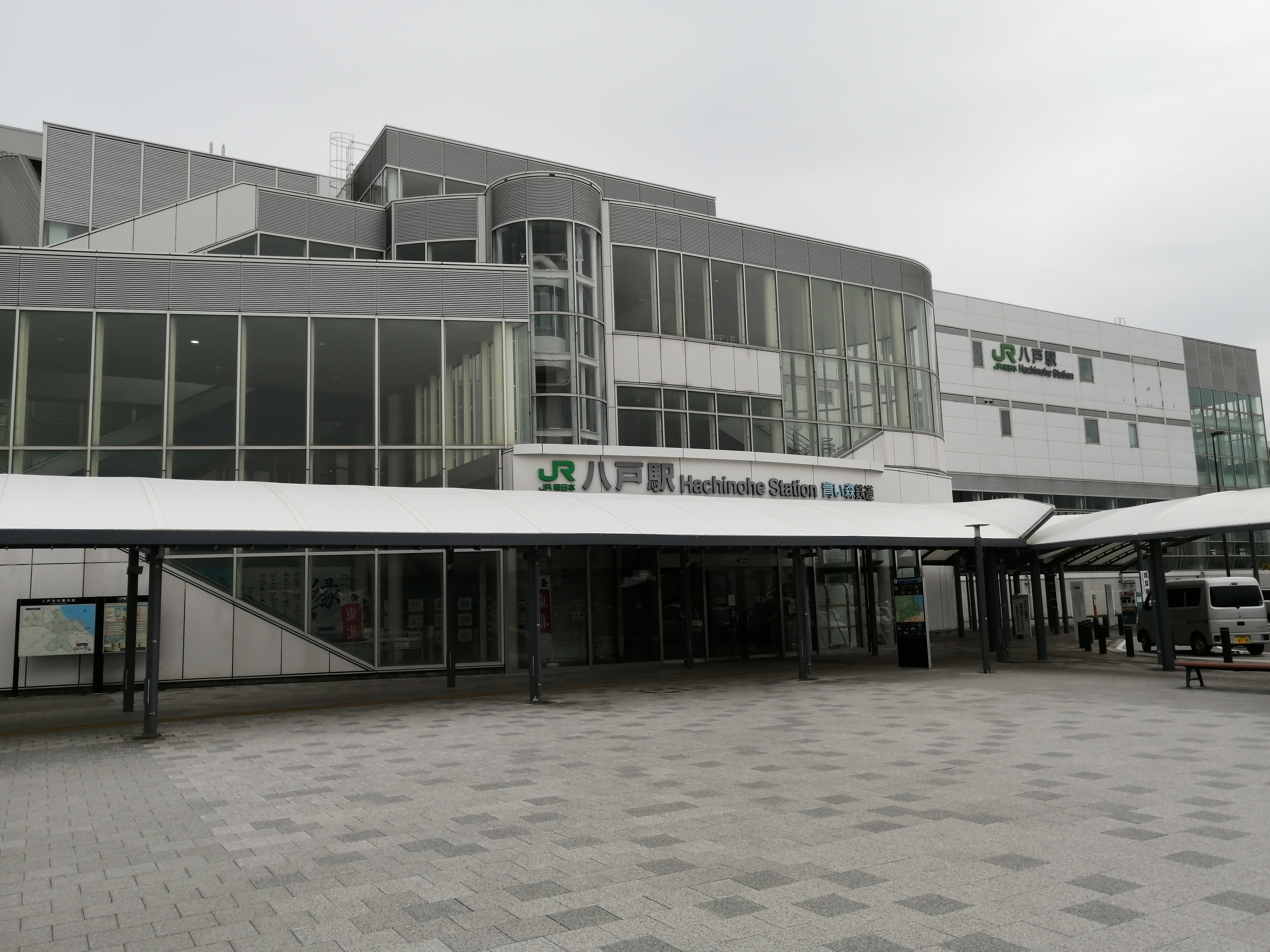
西口（2021年8月）

八戸駅（はちのへえき）は、青森県八戸市大字尻内町館田（たてだ）にある、東日本旅客鉄道（JR東日本）・青い森鉄道の駅である。

## 乗り入れ路線
JR東日本の東北新幹線と八戸線、青い森鉄道の青い森鉄道線が乗り入れており、接続駅となっている。なお、日本最東端の新幹線駅であり、北海道新幹線の終点予定駅である札幌駅よりも東に位置する。
国鉄民営化以降、当駅はJR東日本の単独駅であったが、2002年（平成14年）12月1日に東北新幹線が当駅まで延伸したことにより、JR東北本線の目時駅 - 当駅間は青い森鉄道に移管された。その時点では当駅 - 青森駅間は東北本線として残ったが、この区間も2010年（平成22年）12月4日に東北新幹線が新青森駅まで延伸したことで青い森鉄道に移管された。これに伴い、在来線構内はJR東日本の在来線である八戸線も含め、青い森鉄道の管轄となった。
かつては三戸郡五戸町にあった五戸駅に至る南部鉄道の起点だったが、1968年（昭和43年）に発生した十勝沖地震の影響により、1969年（昭和44年）に同線は廃止された。
青森県内の東北新幹線は並行在来線の青い森鉄道線（旧東北本線）とは大きく離れたルートを採っており、在来線との接続駅は当駅と新青森駅のみである（中間の七戸十和田駅は単独駅）。また、新青森駅は東北新幹線の並行在来線とは異なる奥羽本線との接続であり、青森県内で東北新幹線と並行在来線が直接接続しているのは当駅のみとなっている。
なお、青い森鉄道線共通の事柄として、青森県が第三種鉄道事業者として施設を所有し、青い森鉄道と日本貨物鉄道（JR貨物）が第二種鉄道事業者として列車を走らせている。

## 歴史
当駅は開業当初は尻内駅と称し、駅の場所も駅開業当時は八戸市外の上長苗代村だった。
当初東北本線盛岡以北の路線については、建設の容易さから八戸近辺を経由する路線案を推す日本鉄道側と、国防上の理由から秋田寄りの内陸側を経由する案を推す陸軍省側の対立があった。最終的には鉄道局の裁定により、八戸近辺の路線案が採用された。はやてと呼ばれた伝染病問題や陸海軍綱引き問題などが現在の八戸市尻内に駅が置かれた理由として挙げられる一方で、八戸近辺案が採用されるだけでなく軍への配慮で鉄道局から技師に対して詳細な路線の策定は海から離れた位置に行うように指示されたためというのが日本鉄道の公式見解である。
結果として現在の八戸市中心市街地（設置当時は八戸町）から離れた位置に駅が開設され、のち1894年（明治27年）に青森線支線（のちに八ノ戸線、八戸線に改称）が開業し当時の八戸市内に乗り入れ、八戸市中心部に八ノ戸駅（1907年（明治40年）に八戸駅に改称）が新設された。上長苗代村が1955年（昭和30年）に八戸市に編入されたことにより当駅も八戸市内となり、1971年（昭和46年）には当駅が八戸駅に改称された。

### 年表
- 1888年（明治21年）4月25日：鉄道局が盛岡以北の路線について、八戸近辺を経由する路線とすることを決定。
- 1891年（明治24年）9月1日：日本鉄道青森線（のちに東北本線に改称）の尻内駅（しりうちえき）として開業[1][4]。一般駅[1]。東口の供用を開始。
- 1892年（明治25年）5月：吉田屋の八戸駅構内営業が許可される。
- 1894年（明治27年）1月4日：青森線支線が八ノ戸駅（のちに八戸駅、本八戸駅に改称）まで開業[5][4]。
- 1906年（明治39年）11月1日：日本鉄道が国有化[6]、官設鉄道の駅となる[4]。
- 1929年（昭和4年）8月23日：五戸電気鉄道（のちに五戸鉄道、南部鉄道に改称）の尻内駅が開業。
- 1947年（昭和22年）8月10日：昭和天皇の戦後巡幸があり、翌日にかけてお召し列車が発着[7]同年、水害により被災した駅施設にも昭和天皇の視察があり、修理班らが慰労と激励を受ける[8]。
- 1949年（昭和24年）6月1日：公共企業体日本国有鉄道の発足により、その所属となる。
- 1967年（昭和42年）6月1日：「みどりの窓口」を設置。
- 1968年（昭和43年）5月17日：十勝沖地震により南部鉄道が壊滅的な被害を受け休止。
- 1969年（昭和44年）
  - 2月10日：八戸運輸長を配置（現在は八戸駅長兼務の八戸地区駅長）。
  - 4月1日：南部鉄道が廃止。
- 1970年（昭和45年）8月27日：日本飼料ターミナルの営業所が駅構内に開業。
- 1971年（昭和46年）
  - 2月10日：尻内駅旅客営業センターを設置。
  - 4月1日：八戸駅（2代目）に改称[6][4]。先んじて2月1日に八戸駅（初代）は本八戸駅に改称された[4]。
  - 10月1日：日本飼料ターミナル・専用線発着を除く貨物の取り扱いを廃止し、八戸貨物駅に移管。
- 1973年（昭和48年）2月15日：八戸駅旅客営業センターを格上げし、八戸駅旅行センターを設置（東急観光と提携）。
- 1986年（昭和61年）
  - 4月1日：日本飼料ターミナルの営業所が閉鎖。
  - 11月1日：貨物の取り扱いを全廃し、旅客駅となる[6]。
- 1987年（昭和62年）
  - 3月31日：貨物の取り扱いを再開し、戸籍上一般駅に戻る[6]。
  - 4月1日：国鉄分割民営化により、JR東日本・JR貨物の駅となる[6][4]。
- 1991年（平成3年）11月20日：駅旅行センターをびゅうプラザに名称変更[新聞 2]。
- 2000年（平成12年）：2002年（平成14年）の東北新幹線八戸開業に向けて、駅舎の新築工事を開始。なお、解体された旧駅舎（平屋建て）の木材は写真立てとして販売された。
  - 9月1日：仮駅舎供用開始[新聞 3]。西口の供用を開始。
- 2002年（平成14年）
  - 7月1日：新駅舎の部分供用を開始[9][10]。東西移動自由化。
  - 11月21日：駅ビル「うみねこプラザ」が開業[11]。
  - 12月1日：東北新幹線が当駅まで延伸開業[11]。同時に東北本線目時駅 - 当駅間は青い森鉄道に経営移管され[11]、同社との共同使用駅となる。新駅舎全面供用開始。西口バス乗り場供用開始。新幹線改札口と新幹線乗換口に自動改札機導入。びゅうプラザ八戸駅店での海外旅行取扱開始・定休日を廃止。駅弁事業者として新たにNRE盛岡営業支店、伯養軒八戸支店、ニュー八が参入。吉田屋の構内売店を廃止し、NRE売店を設置。
- 2006年（平成18年）3月2日：在来線改札口に自動改札機を導入[12]。
- 2007年（平成19年）
  - 4月1日：「びゅうプラザ八戸」の本八戸駅本店と八戸駅支店という体制が改められ、「びゅうプラザ本八戸」が独立し八戸駅長の管轄となる。
  - 10月ごろ：在来線側のタッチパネル式券売機を新機種（EV4型）へ更新。
- 2008年（平成20年）2月：同年3月のモバイルSuica特急券の対応を控え、新幹線改札口・乗換口の自動改札機を新型機種に置き換え。
- 2010年（平成22年）
  - 9月7日：JR東日本から東北新幹線の新青森延伸時のダイヤが発表され、全列車が停車することが決定した[報道 1]。
  - 10月15日：JR東日本から冬の増発列車のダイヤが発表され、本来盛岡駅始発の「はやて36号」を臨時に新青森駅始発として運転する際に、当駅を通過させることが発表された[報道 2]。
  - 12月4日：東北新幹線が新青森駅まで延伸開業。これに伴い東北本線当駅 - 青森駅間および当駅の在来線構内は青い森鉄道へ移管（ただし、JR東日本が設置した在来線自動改札機は存置）。新幹線乗換口を休止。所属線が東北本線から八戸線に変更となる。
- 2015年（平成27年）12月1日：本八戸駅業務委託化に伴い、長苗代駅 - 階上駅間の管理業務が当駅に移管。
- 2017年（平成29年）
  - 3月17日：新幹線改札内に待合室を設置[報道 3]。
  - 12月1日：「びゅうプラザ八戸駅」の運営がJR東日本からびゅうトラベルサービスに移管。
- 2020年（令和2年）3月14日：新幹線eチケットサービスを開始[報道 4]。
- 2021年（令和3年）
  - 3月13日：タッチでGo!新幹線のサービスを開始[注 3][報道 5]。
  - 3月31日：「びゅうプラザ八戸」が閉店[報道 6]。
- 2022年（令和4年）
  - 4月1日：久慈駅の業務委託化に伴い、角の浜駅 - 久慈駅間の管理業務がJRの当駅に移管。八戸線全駅の管理となる。
  - 10月1日：JRの当駅と七戸十和田駅を統合した八戸営業統括センターを設置。JR八戸駅長は八戸営業統括センター所長となる。
  - 12月1日：新幹線ホームの発車メロディを「八戸小唄」に変更[報道 7]。
- 2024年（令和6年）10月1日：JR東日本（東北新幹線および八戸線）でえきねっとQチケのサービスを開始[13][報道 8]。

## 駅構造
地上駅で、橋上駅舎を有し、2社で駅舎を共有する。新幹線部分はJR東日本が所有・管理している。一方、在来線部分は青森県が所有し、青い森鉄道が管理・駅業務を実施するが、JR東日本（八戸線）と共同使用する。
本項ではJR東日本が管理する新幹線部分と、青い森鉄道が管理する在来線部分に分けて解説する。

### 新幹線
新幹線ホームは島式ホーム2面4線を有する。ホーム部分はスノーシェルターに覆われている。中央の12・13番線には、列車通過の際の安全を優先する理由で可動式ホーム柵が設置されている。
直営駅で、駅長・副駅長・副長が配置されている。また八戸営業統括センター所在駅で、七戸十和田駅を傘下に持ち、JR八戸線の全ての駅を管理する。
事務管コードは▲211046を使用している。
うみねこロード（東西自由通路）、みどりの窓口、指定席券売機、待合室、サウスブリッジ（有料橋上待合室）、ノースブリッジ（無料橋上待合室）、地元名物をデザインした木製ベンチ、エキナカギャラリー、地産地消農産物直売所コーナー、ビューアルッテATMコーナーがある。また、2022年（令和4年）12月3日には八戸駅ビルにあった「はちのへ総合観光プラザ」を新幹線改札口正面に移転し「はちのへ観光案内所」として開設された。
2002年（平成14年）12月1日の新幹線開業に伴い自動改札機が設置されたことで、青森県初の自動改札機導入駅となった。新幹線eチケットサービスとタッチでGo!新幹線によるSuica利用のほか、えきねっとQチケによるQRコード利用にも対応する。
新幹線乗換口は2010年（平成22年）12月3日をもって閉鎖された。なお、閉鎖前の新幹線乗換口は、精算窓口・モバイルSuica特急券利用者向けの乗換乗車券の自動券売機（新幹線側）・指定席券売機（在来線側・新幹線開業時の一時期のみ）を備えていた。跡地には通路を塞ぐように待合室が新設された。ホームにはJR東日本東北総合サービスの売店が出店している。過去には日本レストランエンタプライズ（NRE）の駅弁売店2店舗も出店していたが、2010年（平成22年）12月3日限りでホーム上での販売を終了した。
盛岡駅 - 新青森駅間で追い越し設備（副本線）のある途中駅は当駅のみ。ただし、当駅を含む盛岡駅 - 新青森駅間では列車の追い越しは行われていない。
2010年（平成22年）12月4日に東北新幹線が新青森駅まで延伸開業して以降、当駅止まりの定期列車の設定はない。

#### のりば
| 番線   | 路線               | 方向 | 行先                   |
| ------ | ------------------ | ---- | ---------------------- |
| 11・12 | 東北新幹線         | 上り | 盛岡・仙台・東京方面   |
| 13・14 | 東北・北海道新幹線 | 下り | 新青森・新函館北斗方面 |

- 大半の列車は12・13番線に入線する（11・14番線を使用する定期列車は1日各1本のみ）。

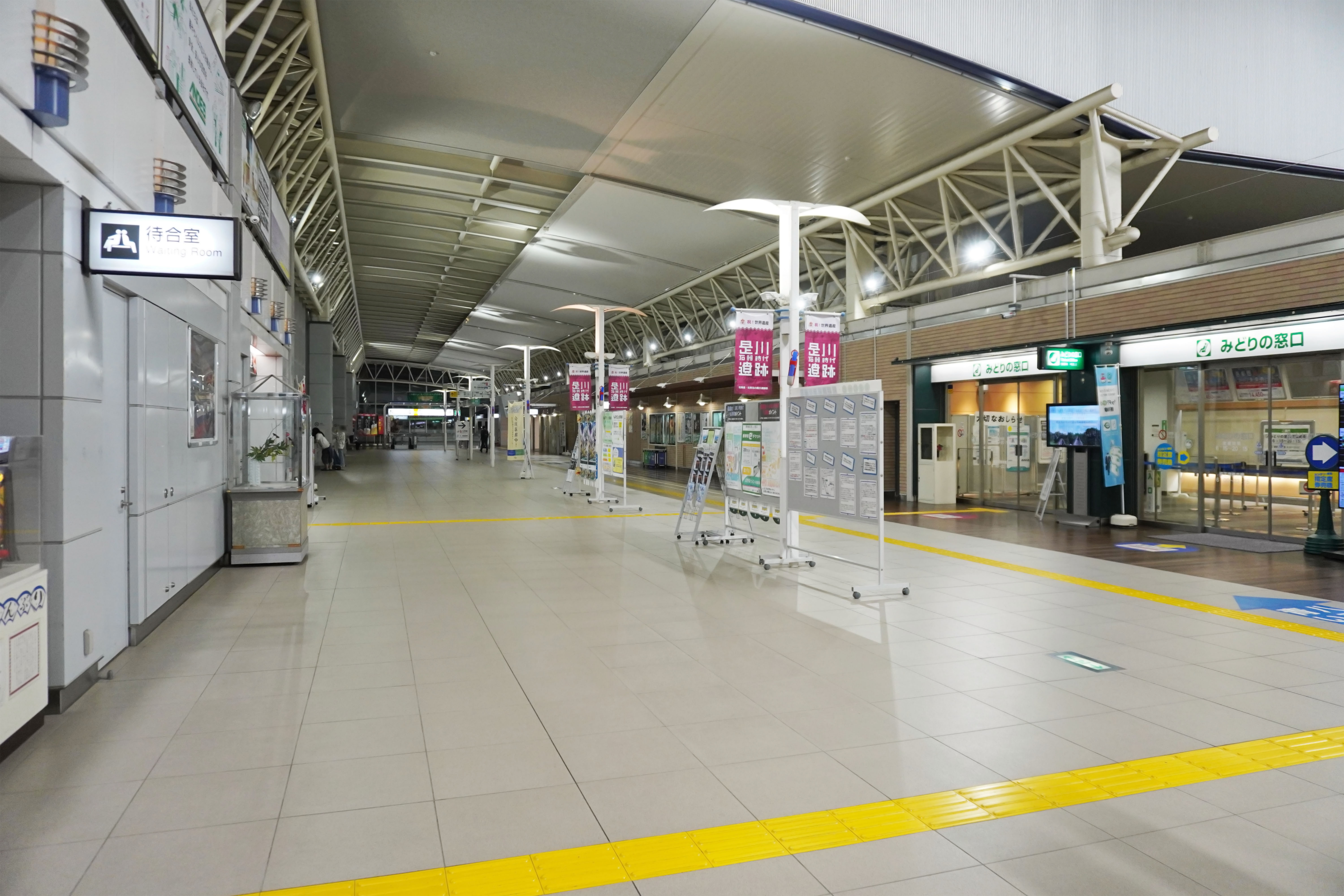
東西自由通路「うみねこロード」（2023年9月）
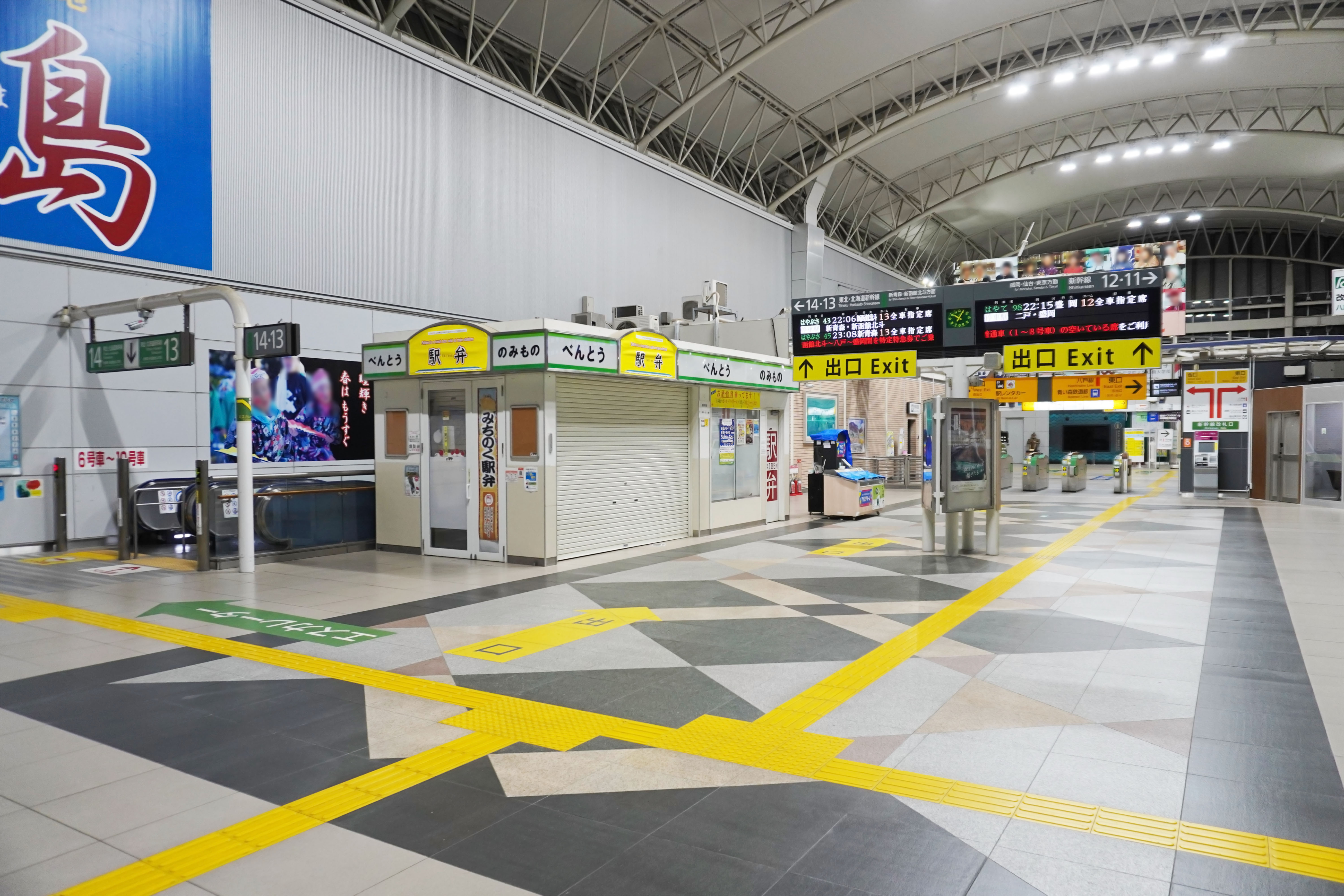
新幹線コンコース（2023年9月）
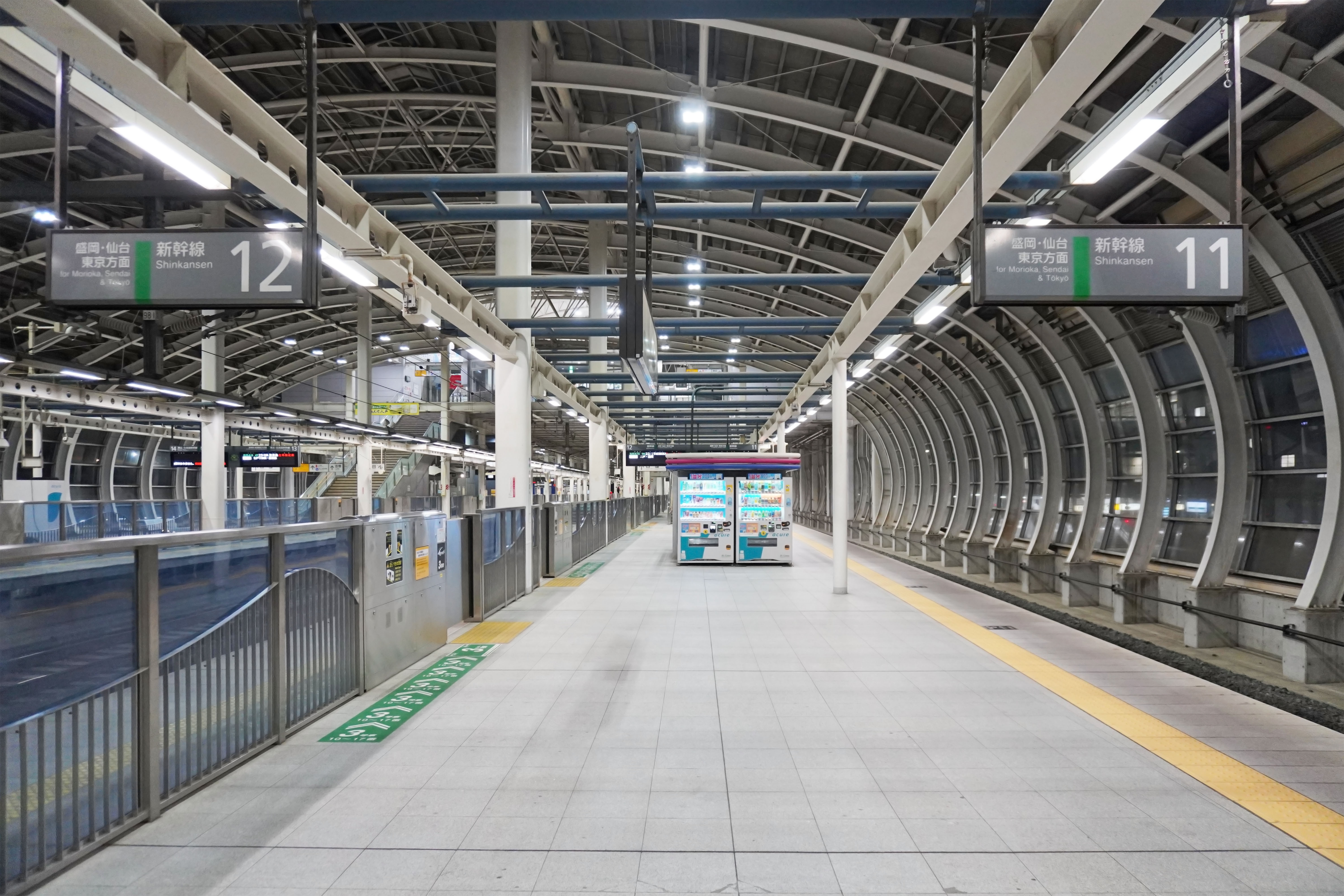
11・12番線ホーム（2023年9月）
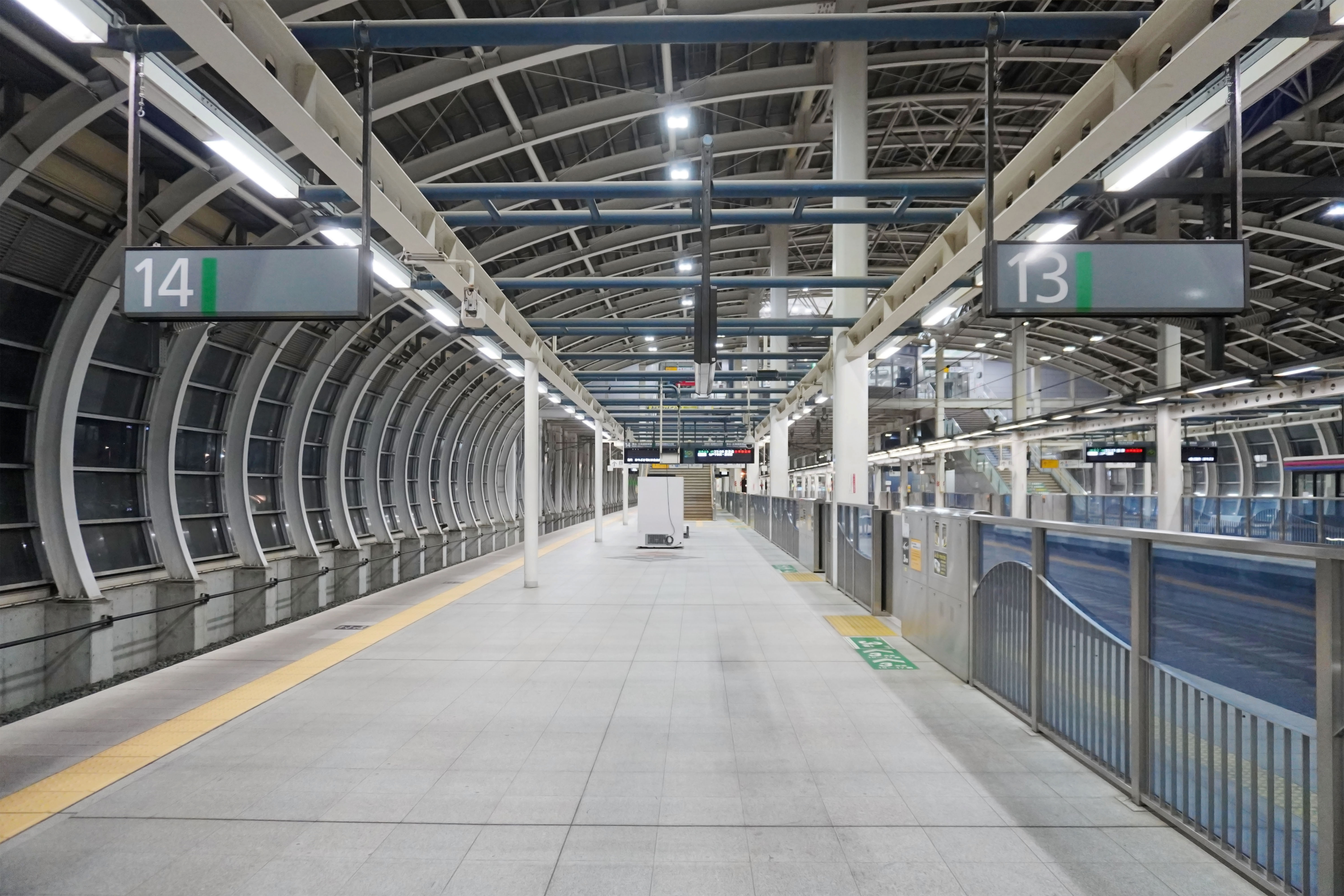
13・14番線ホーム（2023年9月）

### 在来線
単式ホーム1面1線と島式ホーム2面4線の計3面5線を有する。線名は駅舎側から、八戸2番線（1番線）、八戸本線（2番線）、青い森鉄道上り本線（3番線）、青い森鉄道中本線、青い森鉄道下り本線（4番線）、青い森鉄道下り1番線（5番線）となっている。ホームのない中本線は主に貨物列車の通過に用いられる。なお、かつてJR東北本線青森方面（現・青い森鉄道線）の特急が発着していた4・5番線ホームには、エアコン付き待合室が設置されている。
青い森鉄道の社員配置駅（駅長配置）で、管理駅として目時駅 - 陸奥市川駅間の各駅を管理する。出札窓口、自動券売機を設置。青い森鉄道アテンダント配置駅。改札内にはKIOSKがあったが、2018年（平成30年）3月31日限りで閉店した。
2002年（平成14年）12月1日の新幹線開業時点では、在来線改札口には自動改札機が設置されていなかったが、2006年（平成18年）3月2日に導入された。Suicaは在来線利用エリア外であることから、自動券売機のタッチパネル上にはその旨などを注意喚起する文言が掲示されていた。また、自動精算機は設置されていない。なお、東北新幹線と八戸線の乗り継ぎは2010年（平成22年）12月4日以降、各々の改札を通過するよう変更されたが、乗車券は当駅より先まで有効なものを持っていれば出場時に自動改札機から出てくる。2024年（令和6年）10月1日より、八戸線を利用する場合に限り、自動改札機でえきねっとQチケによるQRコード利用が可能となった。
在来線改札口にはJR自動券売機が設置されていないため、JR八戸線乗車券は青い森鉄道の出札窓口・自動券売機で青い森鉄道の地紋で発売する（オレンジカード使用不可）ほか、八戸線定期券も青い森鉄道の出札窓口で取り扱う。なお、JR八戸駅みどりの窓口・指定席券売機でも八戸線の乗車券類を購入することができる。青い森鉄道延伸前は青い森鉄道の乗車券はJRに販売を委託していたため、青い森鉄道の乗車券はJRの券売機でJR地紋で発行された。また、八戸駅のみどりの窓口でも青い森鉄道の乗車券（回数券・定期券等も含む）を購入することができた。

#### のりば
| 番線       | 路線          | 方向 | 行先         |
| ---------- | ------------- | ---- | ------------ |
| 1・2       | ■JR八戸線     | 下り | 鮫・久慈方面 |
| 2・3・4・5 | ■青い森鉄道線 | 下り | 青森方面     |
| 2・3・4・5 | ■青い森鉄道線 | 上り | 目時方面     |

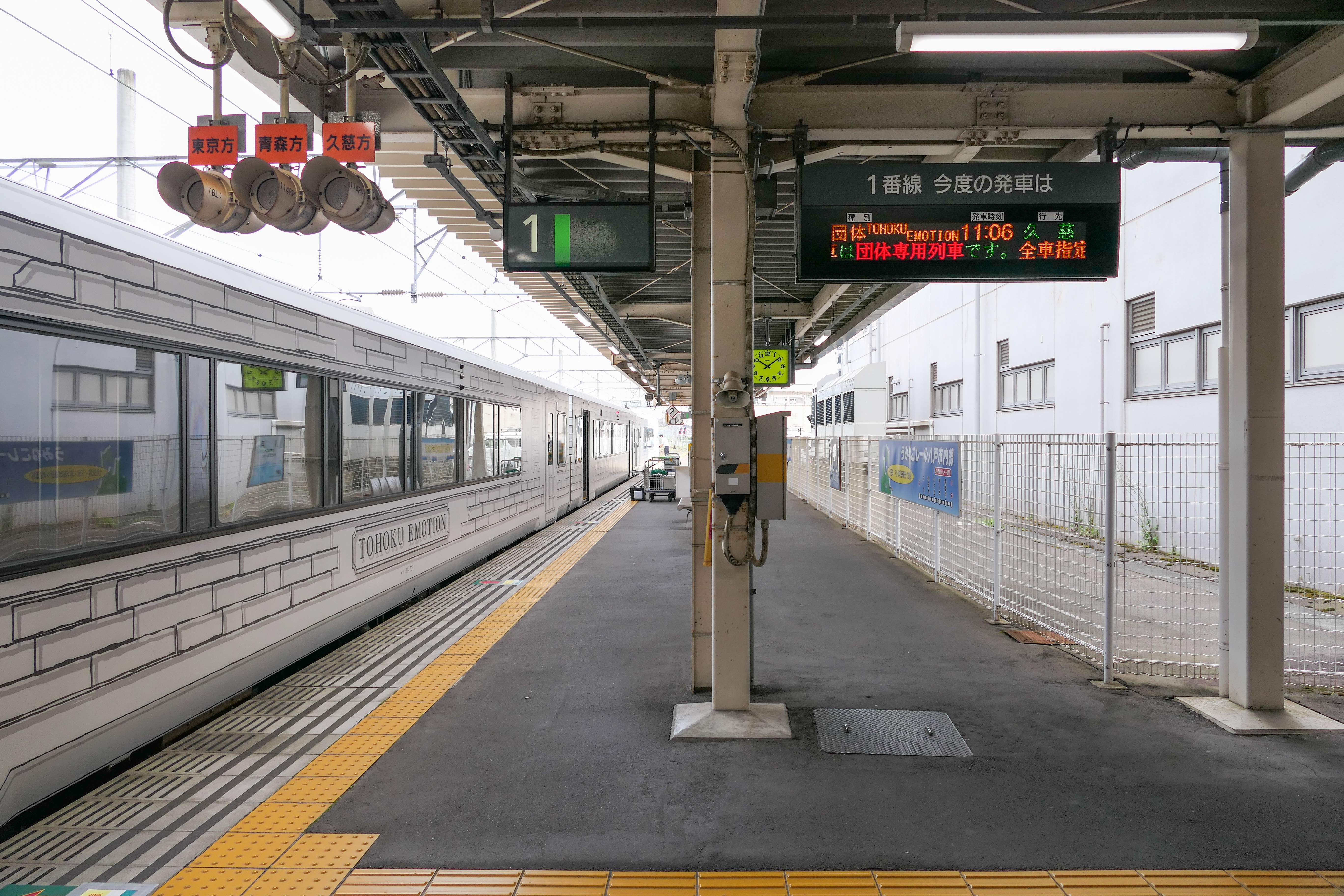
1番線ホーム（2023年7月）
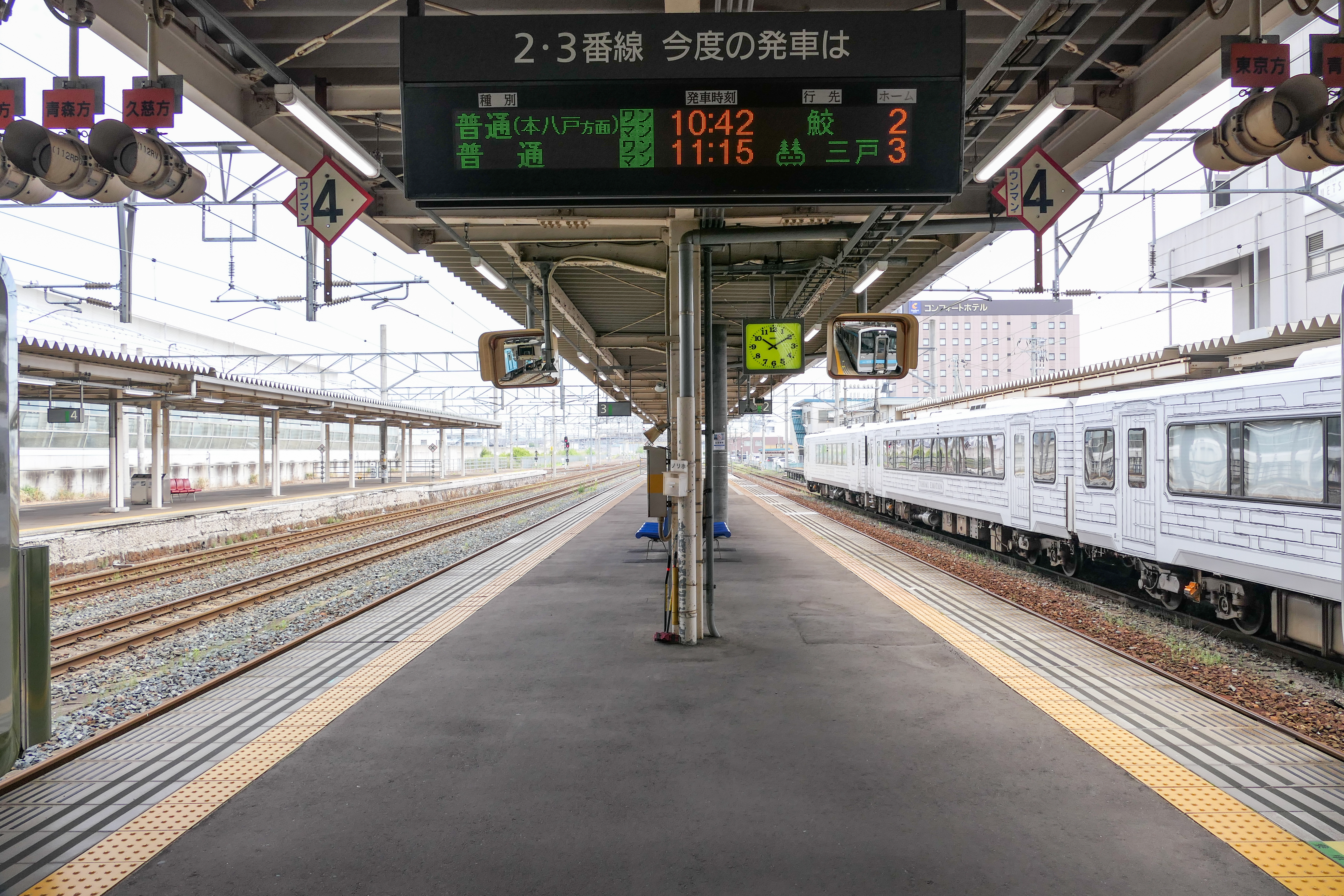
2・3番線ホーム（2023年7月）
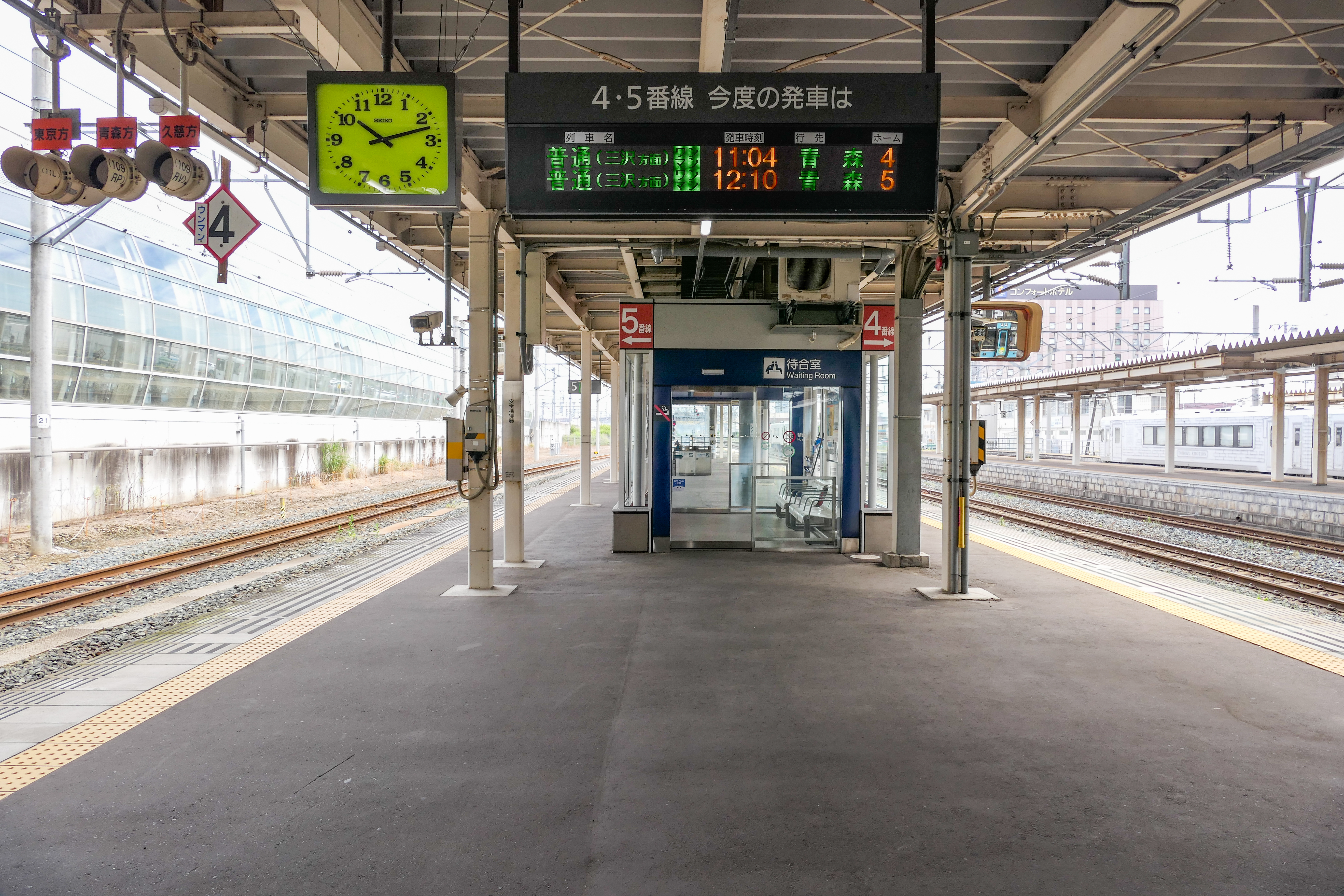
4・5番線ホーム（2023年7月）
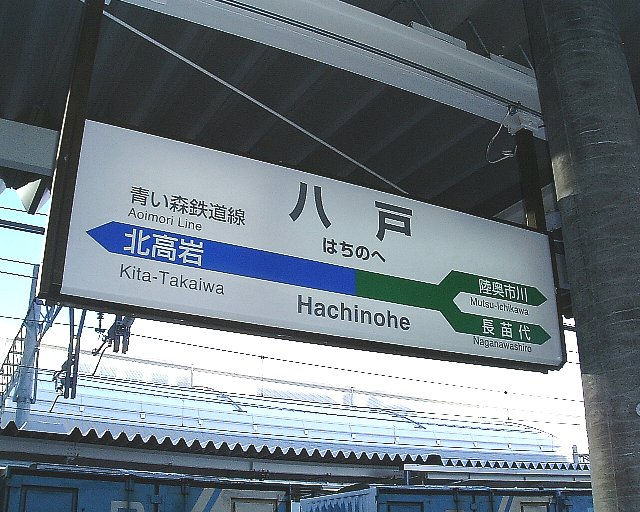
2社線境界を示す（当時）駅名標（2010年12月3日まで使用）（2002年12月）

### 構内売店
- 改札外
  - JR東日本東北総合サービス ぐるっと遊八戸店（喫茶店）
  - JR東日本東北総合サービス そば処「はやて」（立ち食いそば） - 改札外からのみ利用可。
  - NewDays八戸店（JR東日本クロスステーション営業）

※駅通路内でも土産物などの仮設売店がある。
- 新幹線コンコース
  - NRE駅弁売店
  - KIOSK土産物売り場
- 在来線コンコース
  - JR東日本東北総合サービス そば処「はやて」（立ち食いそば）- 改札外からのみ利用可。

※構内の一部店舗およびホーム内にある飲料水の自動販売機はSuica電子マネーに対応している。

### 駅に付帯・直結する施設
- うみねこプラザ：東口に所在する駅ビルである。ホテルメッツ八戸、八戸市役所八戸駅市民サービスセンター、八戸市図書情報センター（八戸市立図書館分館）および多数の飲食店が入居するほか、現金自動預け払い機 (ATM) も設置されている。
- 八戸地域地場産業振興センター『ユートリー』：東口に所在しており、連絡通路で直結している。八戸駅前郵便局、放送大学八戸サテライトスペースなどが入居するほか、1階には八戸三社大祭の山車も展示している。連絡通路には八戸三社大祭やえんぶりのポスターが貼られているほか、有料立体駐車場とも直結する。

## 貨物取扱
車扱貨物の臨時取り扱い駅となっており、貨物列車の発着もなかった。貨物設備はなく、専用線も当駅には接続していない。なお、鉄道貨物協会「貨物時刻表」においては、2019年度（令和元年度）版から「社線接続駅・旅客駅」として表記されており、登記上でも貨物駅としての営業は既に廃止されている模様。
貨物列車の発着は、国鉄分割民営化前の1986年（昭和61年）まであった。貨物取扱の大半は八戸貨物駅開業により同駅に移管されたが、最終期まで日本飼料ターミナルの営業所を発着する飼料の取り扱いを行っていた。

## 駅弁
吉田屋などが販売する主な駅弁は下記の通り。
- 津軽海峡 海の宝船
- 八戸小唄寿司

## 利用状況
- JR東日本 - 2023年度（令和5年度）の1日平均乗車人員は4,324人である[J 1]。また、新幹線の1日平均乗車人員は3,202人である[新 1]。在来線Suicaエリア外では最も多い。
- 青い森鉄道 - 2022年度（令和4年度）の1日平均乗車人員は980人である[市 1]。

1935年度（昭和10年度）、2000年度（平成12年度）以降の推移は以下のとおりである。なお、JR東日本の2011年度（平成23年度）以降の数値は、八戸線と新幹線のみの値で算出されている。
| 1日平均乗車人員推移 | 1日平均乗車人員推移 | 1日平均乗車人員推移 | 1日平均乗車人員推移 | 1日平均乗車人員推移 | 1日平均乗車人員推移 | 1日平均乗車人員推移 | 1日平均乗車人員推移 | 1日平均乗車人員推移     | 1日平均乗車人員推移 | 1日平均乗車人員推移 | 1日平均乗車人員推移 |
| 年度                | JR東日本            | JR東日本            | JR東日本            | JR東日本            | JR東日本            | JR東日本            | JR東日本            | 青い森鉄道              | 出典                | 出典                | 出典                |
| 年度                | 新幹線・八戸線 合計 | 新幹線・八戸線 合計 | 新幹線・八戸線 合計 | 新幹線              | 新幹線              | 新幹線              | 新幹線              | 青い森鉄道              | JR東日本            | 八戸市              | その他              |
| 年度                | 定期外              | 定期                | 合計                | 定期外              | 定期                | 合計                | 前年度比            | 青い森鉄道              | JR東日本            | 八戸市              | その他              |
| ------------------- | ------------------- | ------------------- | ------------------- | ------------------- | ------------------- | ------------------- | ------------------- | ----------------------- | ------------------- | ------------------- | ------------------- |
| 1935年（昭和10年）  |                     |                     | 1,107               | 未開業              | 未開業              | 未開業              | 未開業              | 未開業 （東北本線時代） |                     |                     | [ 20 ]              |
| 2000年（平成12年）  |                     |                     | 2,975               | 未開業              | 未開業              | 未開業              | 未開業              | 未開業 （東北本線時代） | [ J 2 ]             |                     |                     |
| 2001年（平成13年）  |                     |                     | 3,012               | 未開業              | 未開業              | 未開業              | 未開業              | 未開業 （東北本線時代） | [ J 3 ]             |                     |                     |
| 2002年（平成14年）  |                     |                     | 3,916               |                     |                     |                     |                     |                         | [ J 4 ]             |                     |                     |
| 2003年（平成15年）  |                     |                     | 4,658               |                     |                     |                     |                     |                         | [ J 5 ]             |                     |                     |
| 2004年（平成16年）  |                     |                     | 4,626               |                     |                     |                     |                     |                         | [ J 6 ]             |                     |                     |
| 2005年（平成17年）  |                     |                     | 4,903               |                     |                     |                     |                     |                         | [ J 7 ]             |                     |                     |
| 2006年（平成18年）  |                     |                     | 4,950               |                     |                     |                     |                     |                         | [ J 8 ]             |                     |                     |
| 2007年（平成19年）  |                     |                     | 5,145               |                     |                     |                     |                     |                         | [ J 9 ]             |                     |                     |
| 2008年（平成20年）  |                     |                     | 4,954               |                     |                     |                     |                     |                         | [ J 10 ]            |                     |                     |
| 2009年（平成21年）  |                     |                     | 4,833               |                     |                     |                     |                     |                         | [ J 11 ]            |                     |                     |
| 2010年（平成22年）  |                     |                     | 4,438               |                     |                     |                     |                     |                         | [ J 12 ]            |                     |                     |
| 2011年（平成23年）  |                     |                     | 2,504               |                     |                     |                     |                     | 1,105                   | [ J 13 ]            | [ 市 2 ]            |                     |
| 2012年（平成24年）  | 3,086               | 1,309               | 4,395               | 2,955               | 293                 | 3,248               |                     | 1,140                   | [ J 14 ] [ 新 2 ]   | [ 市 3 ]            |                     |
| 2013年（平成25年）  | 3,160               | 1,328               | 4,488               | 2,990               | 322                 | 3,313               |                     | 1,128                   | [ J 15 ] [ 新 3 ]   | [ 市 4 ]            |                     |
| 2014年（平成26年）  | 3,120               | 1,334               | 4,578               | 2,938               | 341                 | 3,279               |                     | 1,171                   | [ J 16 ] [ 新 4 ]   | [ 市 5 ]            |                     |
| 2015年（平成27年）  | 3,169               | 1,322               | 4,491               | 2,982               | 367                 | 3,349               |                     | 1,141                   | [ J 17 ] [ 新 5 ]   | [ 市 6 ]            |                     |
| 2016年（平成28年）  | 3,167               | 1,288               | 4,456               | 3,016               | 378                 | 3,395               |                     | 1,158                   | [ J 18 ] [ 新 6 ]   | [ 市 7 ]            |                     |
| 2017年（平成29年）  | 3,257               | 1,247               | 4,505               | 3,085               | 392                 | 3,478               |                     | 1,174                   | [ J 19 ] [ 新 7 ]   | [ 市 8 ]            |                     |
| 2018年（平成30年）  | 3,259               | 1,229               | 4,489               | 3,073               | 408                 | 3,481               |                     | 1,165                   | [ J 20 ] [ 新 8 ]   | [ 市 9 ]            |                     |
| 2019年（令和元年）  | 3,139               | 1,381               | 4,520               | 2,912               | 488                 | 3,400               |                     | 1,147                   | [ J 21 ] [ 新 9 ]   | [ 市 10 ]           |                     |
| 2020年（令和02年）  | 1,345               | 1,380               | 2,725               | 1,141               | 554                 | 1,695               | −50.1%              | 810                     | [ J 22 ] [ 新 10 ]  | [ 市 11 ]           |                     |
| 2021年（令和03年）  | 1,639               | 1,402               | 3,041               | 1,400               | 577                 | 1,977               | 16.6%               | 881                     | [ J 23 ] [ 新 11 ]  | [ 市 12 ]           |                     |
| 2022年（令和04年）  | 2,376               | 1,333               | 3,710               | 2,094               | 583                 | 2,677               | 35.4%               | 980                     | [ J 24 ] [ 新 12 ]  | [ 市 1 ]            |                     |
| 2023年（令和05年）  | 2,915               | 1,409               | 4,324               | 2,587               | 615                 | 3,202               | 119.9%              |                         | [ J 1 ] [ 新 1 ]    |                     |                     |

## 駅周辺

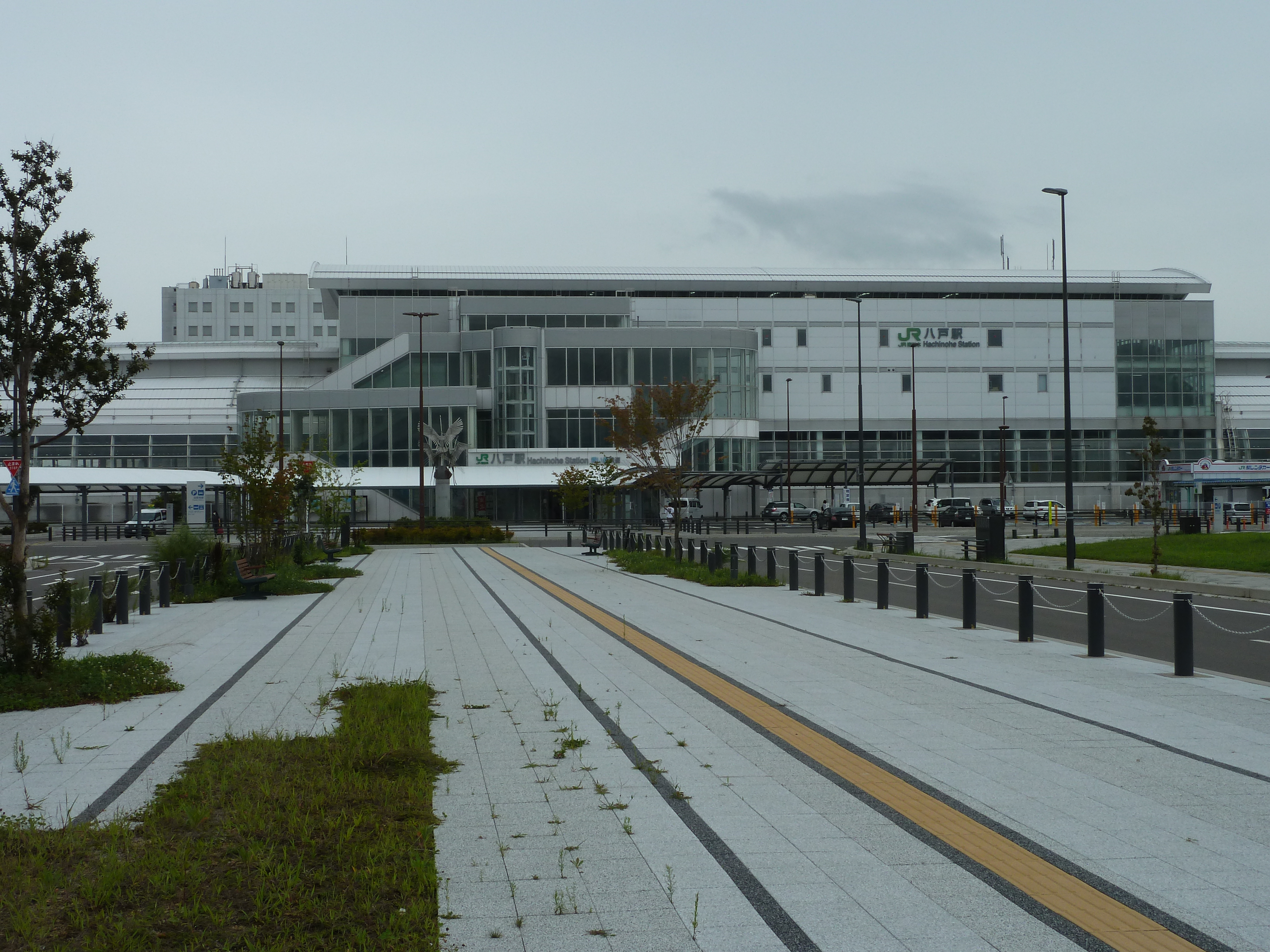
八戸駅西口広場（2021年8月）

八戸市中心市街地から西に5キロメートルの環境にある。このため、宿泊施設は比較的少ない。中心市街地との間には、八戸市交通部・南部バスの2社により路線バスが15分間隔で運行されている。
観光
- 櫛引八幡宮
- 洗心美術館
- 八食センター

公共・厚生施設
- 青森県八戸合同庁舎
  - 八戸市役所（八戸市庁）は本八戸駅が最寄り駅である。
- 八戸市博物館（根城址）
- 八戸市中央卸売市場
- 八戸赤十字病院
- 八戸警察署八戸駅前交番
- 八戸消防署尻内分遣所

文教施設
- 八戸工業高等専門学校
- 青森県立八戸西高等学校
- 八戸聖ウルスラ学院中学校・高等学校
- 八戸市立三条中学校

郵便局・金融機関
- 八戸西郵便局
- 八戸農業協同組合 本店（西口側）
- 青森みちのく銀行 八戸西支店・卸市場支店
- 青森みちのく銀行 八戸駅前支店
- 青い森信用金庫 八戸駅通支店（旧八戸信用金庫店舖）

主な宿泊施設
- 東横イン八戸駅前
- グランドサンピア八戸（旧ウェルサンピア八戸〈青森厚生年金休暇センター〉）
- ホテルテトラ八戸（旧ホテルオーシタ）
- コンフォートホテル八戸
- ホテルメッツ八戸 - 2021年（令和3年）2月17日より、駅ナカシェアオフィス「STATION WORK」が利用可能（事前予約制）[21][報道 10]。

商業施設
- よこまちストア 一番町店
- マエダストア 三条店
- 薬王堂 八戸尻内店

スポーツ関連
- フラット八戸（フラットアリーナ）

道路
- 八戸自動車道 八戸西スマートインターチェンジ（八戸駅西地域）[新聞 5]
- 国道104号
- 国道454号八戸跨線橋（えんぶりっぢ）
- 青森県道19号八戸百石線
- 青森県道20号八戸三沢線
- 青森県道29号八戸環状線
- 青森県道134号櫛引上名久井三戸線

## バス・タクシー
東口バスプールでは、2008年（平成20年）3月までは事業者別ごとに乗り入れていたが、同年4月から中心街 - 八戸駅間で共同運行が開始されることにともない、バスは各方面別（1番のりばでは共同運行路線が停車）に変更され、6番のりばについては実施日をもって廃止された。
1番のりばの共同運行は八戸駅前から市内中心部にある中心街ターミナルの間の市営バスと南部バスの路線が対象で、当該区間は10分間隔の運行が実施されているほか、共通定期券の発売も行われており、市内中心部へのアクセス環境を確保している。2番のりばの十和田観光電鉄も同区間の路線があるが共同運行には参加していない。
前記した3社共同で上限運賃制度（初乗り190円(→230円→330→370円)、八戸市内上限370円、八戸圏域内近隣市町村610円）を導入しており、同駅前からも多くの路線バスが対象となる。
2010年（平成22年）7月30日から最終バス後に1番のりばより出発する中心街方面行きの乗合タクシー「シンタクン」の運行を開始した。一部のバス路線と同じルートを走行する。
西口広場では2019年（平成31年）3月28日に西口整備完了にともない、バスプール・タクシープールの供用を開始した。また、バスのりばが4か所設置された。また、八戸市の今後の対応としては、東口にある五戸行きと西高校行きのバスのりばを西口へ移動する可能性があることを示唆していて、区画整理や施設整備の進捗状況を見ながら、利用者の利便性などを考慮した上で路線の変更を将来的な検討として判断するとしている。
2019年（平成31年）3月に八戸駅舎内の東西自由通路の一角にある 「はちこ」ステーションと八戸公共交通アテンダントはちこナビ娘の案内業務を終了した。また、2012年（平成24年）5月から駅内やバス車内で業務を担ってきた「はちこ」の活動が終了した。

## バス路線

### 東口
八戸市営バス、南部バス（岩手県北自動車）、十和田観光電鉄が運行する路線バスが乗り入れている。また、高速バスでは、南部バスのほか、国際興業バスや弘南バスが運行するバスも乗り入れている。八戸市営バスの各路線の詳細は八戸市営バス旭ヶ丘営業所と八戸市営バス大杉平バスセンターを、南部バスの各路線の詳細は南部バス八戸営業所と南部バス五戸営業所を、十和田観光電鉄の各路線の詳細は十和田観光電鉄八戸営業所をそれぞれ参照。
バスのりばは6つあり、1番のりばは共同運行路線専用、6番のりばは観光バス降車専用となっている。
| のりば | 運行事業者     | 方面                               | 系統・行先 | 備考                             |
| ------ | -------------- | ---------------------------------- | --- | -------------------------------- |
| 1      | 八戸市営バス   | 中心街方面                         | - 1：大杉平バスセンター - ■ A3・■ S30：旭ヶ丘営業所 - □ C5：中心街（三日町） - ■ P8：ラピア（バスセンター）   | 南部バスとの共同運行対象路線     |
| 1      | 南部バス       | 中心街方面                         | - □ C5：中心街（八日町） - ■ P8：ラピア - ■ S35：市民病院 - フェリーターミナル                                | 八戸市営バスとの共同運行対象路線 |
| 1      | 国際興業バス   |                                    | 高速「しもきた号」：バスタ新宿方面                                                                            |                                  |
| 1      | 弘南バス       |                                    | 高速「パンダ号（八戸線）」：上野駅方面                                                                        |                                  |
| 2      | 十和田観光電鉄 | 中心街方面                         | □ C：八戸八日町／八戸営業所／市民病院                                                                         |                                  |
| 3      | 八戸市営バス   | 郊外方面                           | ■ N63：西高校                                                                                                 | 南部バス「T63」と同一区間を運行  |
| 3      | 南部バス       | 五戸・軽米方面                     | ■ T63：西高校前                                                                                               | 市営バス「N63」と同一区間を運行  |
| 4      | 南部バス       | 八戸ニュータウン・八食センター方面 | - 45：是川縄文館 - 71：聖ウルスラ学院 - 75：八戸ニュータウン - 八食100円バス                                  |                                  |
| 5      | 南部バス       | 五戸・軽米方面                     | - 140：五戸中央 - 143：五戸高校 - ■ G140：五戸駅 - 軽米病院前                                                 |                                  |
| 5      | 南部バス       | 高速バス・企画運行                 | - 岩手県競馬組合優待バス：テレトラック種市方面 - 高速「MICHINORI EXPRESS」：東京ディズニーランド方面 - 久慈駅 |                                  |
| 5      | 十和田観光電鉄 | 十和田市方面                       | ■ K：十和田市                                                                                                 |                                  |

### 西口
JRバス東北が運行する路線バスが乗り入れている。また、十和田観光電鉄が運行する高速バスのほか、星野リゾート青森屋送迎バス、その他の観光バス・送迎バスも乗り入れている。
バスのりばは4つあり、1番のりばはJRバス東北、十和田観光電鉄、星野リゾート青森屋送迎バスが発着する。他の事業者以外は全て2 - 4番のりばに発着し、西口広場を使用する学校やホテルなどの全てのバス降車場としても使用されている。 
| のりば | 運行事業者                                                           | 行先                                                                 | 備考                                                                 |
| ------ | -------------------------------------------------------------------- | -------------------------------------------------------------------- | -------------------------------------------------------------------- |
| 1      | JRバス東北                                                           | おいらせ号：十和田湖方面                                             |                                                                      |
| 1      | 十和田観光電鉄                                                       | 高速：杜の道南／十和田市中央                                         | 土曜日・日曜日・休日のみ1往復運行                                    |
| 2 - 4  | （西口広場を使用する学校やホテルなどの全てのバス降車場としても使用） | （西口広場を使用する学校やホテルなどの全てのバス降車場としても使用） | （西口広場を使用する学校やホテルなどの全てのバス降車場としても使用） |

### タクシー
東口より発着しており、八戸駅に到着する最終の新幹線に接続する。
- 三八五交通、八戸タクシー、ポストタクシー、県南タクシー
  - シンタクン：本八戸駅方面（深夜乗合タクシー）

## その他

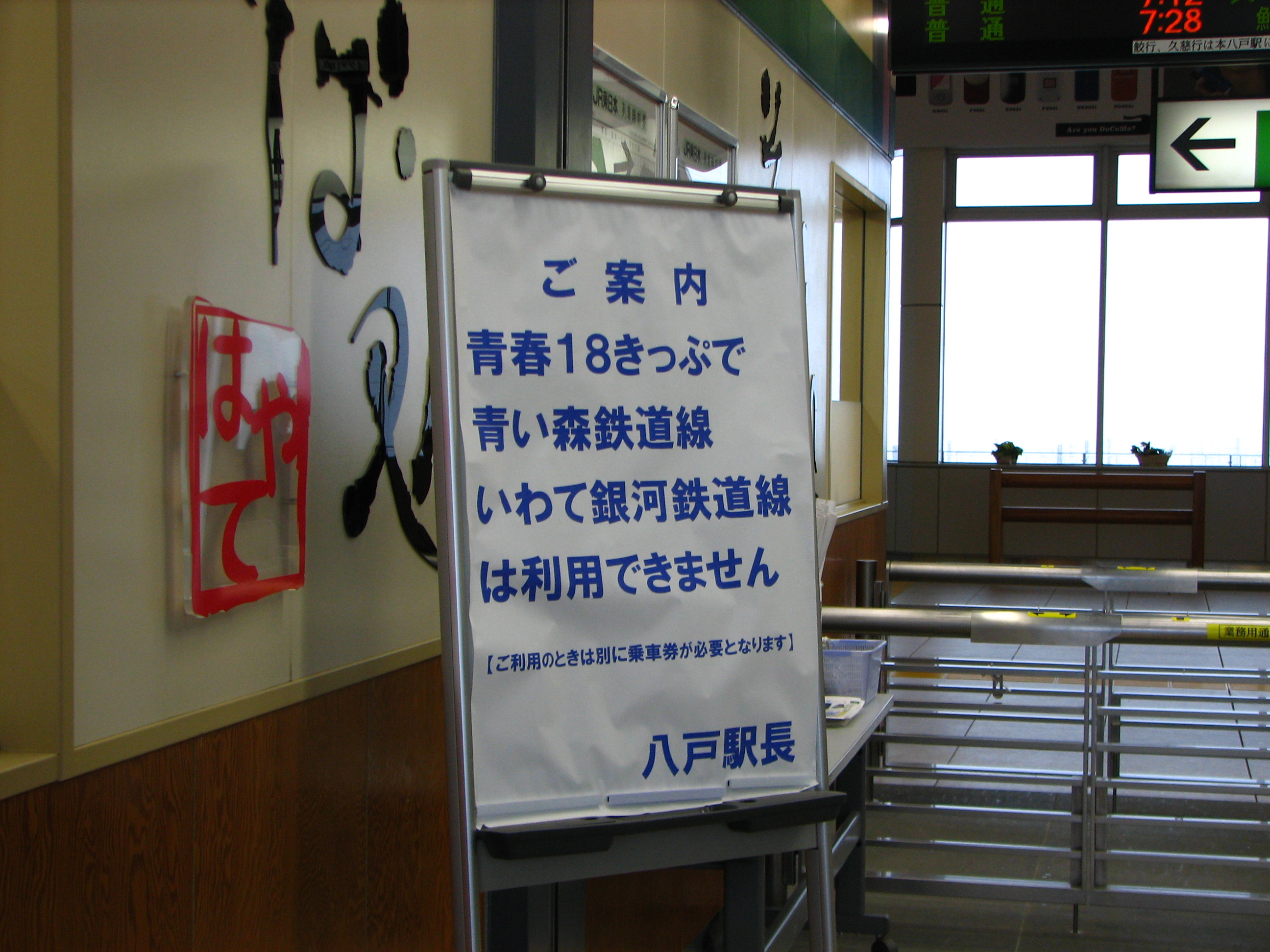
青春18きっぷが使えない旨の注意書（2007年3月）

- 寝台特急「北斗星」の運転開始当初は1号・2号が当駅に停車していた。これは青森駅 - 盛岡駅間は八戸運転所（現・八戸運輸区）の運転士が乗務していたためで、運転士交替を兼ねたものであった（旅客扱い廃止後も運転停車は存続した）。
- 青い森鉄道、JR東日本内の特定の区間で、2社以上またがって乗車する場合、分離以前の料金から極端に変化がないように、運賃に対し激変緩和措置（乗継割引）が取られている。この措置については当初は2006年（平成18年）3月18日のIGRいわて銀河鉄道の青山駅・巣子駅の開業に伴う運賃改定により廃止される予定だったが、このとき実際に廃止されたのはJR側の割引額（30円）のみであった（なお、盛岡駅・好摩駅側のIGR - JR間の割引も、このとき同様にJR側の割引のみ廃止。IGR - 青い森間の乗継割引額は従前のまま存続）。IGR関連も含め、乗継割引制度自体は、第三セクター側のみの割引適用となる。
- 当駅から、青い森鉄道線の野辺地・青森方面に普通・快速列車に乗車して通過利用する場合に限り特例として青春18きっぷの利用が認められている（当駅からのJR大湊線直通列車も利用可能）。この時下車できるのはJR大湊線との接続駅である野辺地駅と青森駅の2駅のみであり他の駅で下車する事はできない（JR大湊線内は全駅で途中下車が可能）。また、三戸・盛岡方面については青春18きっぷの使用は認められていない。
- 「はやて東京フリーきっぷ」、「東北新幹線回数券」（八戸 - 大宮間または八戸 - 東京間）利用者は隣接するユートリーの駐車場、八戸駅西口専用駐車場を無料で利用できる（台数に限りあり）。
- 当駅の東口・西口共に電線地中化や道路網整備が推進されている。
- 当駅が位置する場所は、市町村合併前の旧上長苗代村に相当する。当時ここに駅が置かれた理由は、鉄道の開通によって疫病（はやて）などが運ばれてくることを恐れたため、陸海軍の綱引きがあったためなど諸説あるものの、結果として八戸市中心市街地から離れた位置に駅が置かれることとなった。なお、本八戸駅も八戸城裏手の掘割跡地という郊外に建設されたため、中心市街地までは若干の距離がある。
- 西口および新幹線ホームが設置された場所は、かつて南部鉄道ホームおよび貨物線ホーム（八戸貨物駅開業後は車両基地および操車場）があった。貨物駅としての機能は戦後の物流市場拡大により八戸貨物駅に移転する格好となったため、当駅の構造は現在でも比較的高密度となっている。
- 東北新幹線が八戸まで延伸する時に、駅名についてが議論されていた。青森県が八戸市に名称変更を打診したことがきっかけで、周辺市町村、青森県、JRを巻き込んだもので、JR側はそのまま八戸駅とする予定に対し、当時の十和田湖町など上十三地区の市町村は1973年（昭和48年）の東北新幹線太平洋ルート決定までの支援のことを主張し、観光面などから八戸十和田湖駅にするように要望していた。地元の新聞社が行った調査では八戸駅派が多数を占め、中には十和田湖まで遠いので十和田湖が付くのは詐欺ではないかという主張まであった。2001年（平成13年）当時の中里信男八戸市長は名称変更には消極的な立場で、結局そのまま八戸駅とすることを決定させた。この騒動は七戸十和田駅の駅名問題にも繋がることとなった。この間の各報道は八戸駅は建て替え工事中、仮代替駅舎使用中であったため、八戸駅舎という名称を使用したメディアもあった[注 8][新聞 7]。
- 当駅のみどりの窓口では「新幹線eチケットサービス」や「タッチでGo!新幹線」利用者のためにSuicaの発売[注 9]を行っているが、東口にある「はちのへ総合観光プラザ」でもSuicaをベースとした地域連携ICカード「ハチカ」を発売している。ハチカでも「新幹線eチケットサービス」や「タッチでGo!新幹線」が利用可能なことに加え、ハチカ独自の機能となる八戸市営バスや南部バスの定期券を付与できたり、これらの路線バスをSFで利用した際に交通ポイントが付与されたりする。

## 隣の駅
東日本旅客鉄道（JR東日本）
 東北・北海道新幹線
二戸駅 - 八戸駅 - 七戸十和田駅
■八戸線
八戸駅 - （八戸貨物駅） - 長苗代駅
青い森鉄道
■青い森鉄道線
□快速「しもきた」
八戸駅 - 下田駅
■普通
北高岩駅 - 八戸駅 - （貨）八戸貨物駅 - 陸奥市川駅

### かつて存在した路線
南部鉄道
南部鉄道線
尻内駅 - 張田駅

### 記事本文